# Anolis aridius
Anolis aridius — вид ігуаноподібних ящірок родини анолісових (Dactyloidae). Ендемік Домініканської Республіки. Описаний у 2019 році.

## Поширення і екологія
Anolis aridius мешкають на сході півострова Бараона острова Гаїті. Вони живуть в тропічних лісах.